# Kolno (comune rurale)
Kolno è un comune rurale polacco del distretto di Kolno, nel voivodato della Podlachia.
Ricopre una superficie di 282,13 km² e nel 2004 contava 8 874 abitanti.
Il capoluogo è Kolno, che non fa parte del territorio ma costituisce un comune a sé.